# Masachist
Masachist – polska supergrupa wykonująca death metal. Zespół powstał w 2006 roku z inicjatywy perkusisty Dariusza Brzozowskiego, znanego z występów w grupie Vesania i gitarzysty Mariusza Domaradzkiego, byłego członka Yattering. Skład uzupełnili gitarzysta Arkadiusz „Aro” Jabłoński z formacji Shadows Land, basista Filip „Heinrich” Hałucha znany m.in. z występów w grupie Rootwater oraz wokalista Wojciech „Pig” Wąsowicz, były członek Decapitated.
W 2009 roku ukazał się debiutancki album grupy zatytułowany Death March Fury, wydany nakładem wytwórni muzycznej Witching Hour Productions, należącej do Bartłomieja Krysiuka, lidera białostockiej grupy Hermh. Okładkę płyty przygotował Eliran Kantor, który współpracował poprzednio z zespołem Testament. Materiał został wyróżniony 6. miejscem w podsumowaniu Musicarena.pl na najlepszy album 2009 roku. W 2010 roku płyta została wznowiona ze zmienioną szatą graficzną oraz dodatkowymi utworami. Debiut sceniczny zespołu odbył się w sierpniu 2010 roku w warszawskim klubie Stodoła. Grupa wystąpiła z Cyprianem Konadorem, który zastąpił Filipa Hałuchę zobowiązanego występami w Decapitated. Masachist poprzedzał występ francuskiej formacji Gojira.
3 września 2012 roku ukazał się drugi album studyjny zespołu pt. Scorned. Płyta została wydana przez firmę Selfmadegod Records. Nagrania zostały zarejestrowane latem 2011 roku w należącym do Jabłońskiego Monroe Sound Studio. Okładkę płyty przygotowała Anna Rosół. Natomiast teksty napisali Michał Spryszak oraz basista i wokalista zespołu Stillborn, Ataman Tolovy. Muzyk był także odpowiedzialny za dodatkową oprawę graficzną wydawnictwa.

## Muzycy
| Obecny skład zespołu - Wojciech „Pig” Wąsowicz – śpiew - Mariusz „Trufel” Domaradzki – śpiew, gitara - Arkadiusz „Aro” Jabłoński – gitara - Filip „Heinrich” Hałucha – gitara basowa - Dariusz „Daray” Brzozowski – perkusja |  | Muzycy koncertowi - Cyprian Konador - gitara basowa |

## Dyskografia
- Death March Fury (2009, Witching Hour Productions)
- Scorned (2012, Selfmadegod Records)
- The Sect (Death REALigion) (2017, Witching Hour Productions)